# Kabuystraße
Die Kabuystraße (indonesisch Selat Kabuy, niederländisch Straat Kaboei) ist eine Meeresenge in Indonesien zwischen den Inseln Waigeo im Norden und Gam im Süden. Sie verbindet die Warparimbucht im Westen mit der Soemlamanjokobucht im Osten.